# 성무일도서

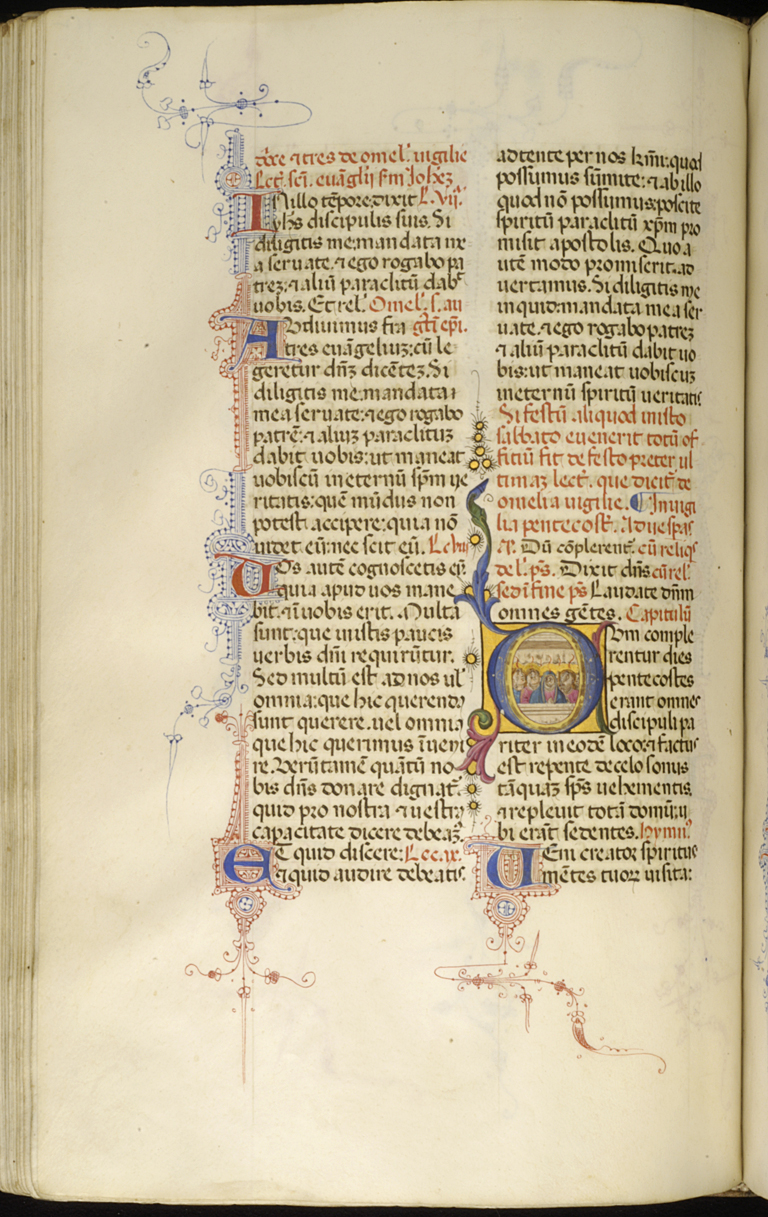
양피지 종이 위에 잉크로 작성한 15세기 성무일도서(월터스 미술관 소장)

성무일도서(聖務日禱書)는 로마 가톨릭교회의 라틴 전례에 사용되는 기독교 전례서이며,  매일 정해진 시간에 하느님을 찬미하는 교회의 공적(公的)이고 공통적인 기도, 곧 찬미가와 시편, 전례 독서, 교부들의 설교, 기도 등을 담고 있다. 특별히 성직자들과 수도자들의 매일 기도 의무를 채우기 위해 간략하면서도 휴대할 수 있는 책이 필요하였는데, 이것이 바로 성무일도서가 나오게 된 배경이다. 제2차 바티칸 공의회 이후, 교황 바오로 6세의 개혁에 의해 성무일도서는 네 권으로 된 시간 전례로 바뀌었다.

## 같이 보기
- 법정 시간경
- 시간 전례
- 소성무일도
- 성무일도 노래집
- 수도원 성무일도 노래집